# Полет (ракета)
Полет е временна ракета носител, построена за да се тестват космическите оръжия ASAT. Ракетата е заместител на програмата за МКБР UR-200, преди Циклон да влезнат в употреба. Изстреляни са само 2 ракети, първата от които на 1 ноември 1963 г., а другата на 12 април 1964 г. И двете изстрелвания са успешни.
Първата степен има 4 бустера взети от ракета Восход 11A57. „Полет“ може да изведе товар от 1400 кг на 300 км ниска околоземна орбита. Ракетата е част от семейството на Р-7.

### Сравними ракети
- Циклон
- UR-200

### Подобни разработки
- Р-7
- Восток
- Восход
- Мълния
- Союз